# Ruder-Weltmeisterschaften 2022
Die Ruder-Weltmeisterschaften 2022 wurden vom 18. bis 25. September 2022 im Rudersportzentrum Labe aréna Račice in Račice u Štětí in Tschechien ausgetragen.
Nachdem die Fisa 2020 und 2021 die Ruder-Weltmeisterschaften aufgrund der COVID-19-Pandemie absagen musste, gab sie am 13. Mai 2022 bekannt, dass sie 2022 durchgeführt werden kann. Ein zwischen dem Weltruderverband und der Weltgesundheitsorganisation abgestimmtes Konzept zur Durchführung von Regatten kann in Absprache mit dem Organisationskomitee, der Stadt und dem Gesundheitsministerium erfolgreich umgesetzt werden.
Die Organisatoren sind sehr erfahren in der Durchführung von internationalen Ruder- und Kanuregatten. Auf dem im Jahr 1986 künstlich angelegten Ruderkanal wurden 1993 schon einmal die Ruder-Weltmeisterschaften durchgeführt. Außerdem fanden hier unter anderem die Ruder-Europameisterschaften 2017 und die U23-Weltmeisterschaften 2021 statt. Die U23-Weltmeisterschaften 2021 wurde dabei als Testregatta für die Ruder-Weltmeisterschaften 2022 veranstaltet.
Bei den Meisterschaften wurden 29 Wettbewerbe ausgetragen, davon jeweils zehn für Männer und Frauen sowie neun für Pararuderer beider Geschlechter. Teilnahmeberechtigt war eine Mannschaft je Wettbewerbsklasse aus allen 155 Mitgliedsverbänden des Weltruderverbandes. Eine Qualifikationsregatta existierte nicht.
Über 900 Athleten aus 65 Ländern nahmen an der Veranstaltung teil. Dabei starteten so viele Pararuderer bei diesen Weltmeisterschaften, wie noch nie.

## Ausgeschriebene Wettbewerbe
| Frauen           | Männer           | Pararudern               |
| ---------------- | ---------------- | ------------------------ |
| Einer            | Einer            | PR1-Einer (Frauen)       |
| LGW-Einer        | LGW-Einer        | PR1-Einer (Männer)       |
| Doppelzweier     | Doppelzweier     | PR2-Einer (Frauen)       |
| LGW-Doppelzweier | LGW-Doppelzweier | PR2-Einer (Männer)       |
| Doppelvierer     | Doppelvierer     | PR2-Doppelzweier (Mixed) |
| LGW-Doppelvierer | LGW-Doppelvierer | PR3-Doppelzweier (Mixed) |
| Zweier ohne      | Zweier ohne      | PR3-Zweier ohne (Männer) |
| LGW-Zweier ohne  | LGW-Zweier ohne  | PR3-Zweier ohne (Frauen) |
| Vierer ohne      | Vierer ohne      | PR3-Vierer mit (Mixed)   |
| Achter           | Achter           |                          |

## Ergebnisse
Hier sind die Medaillengewinner aus den A-Finals aufgelistet. Diese waren mit sechs Booten besetzt, die sich über Vor- und Hoffnungsläufe sowie Viertel- und Halbfinals für das Finale qualifizieren mussten. Die Streckenlänge betrug in allen Läufen 2000 Meter.

### Männer
| Bootsklasse                                  | Gold | Gold        | Silber | Silber      | Bronze | Bronze      |
| -------------------------------------------- | --- | ----------- | --- | ----------- | --- | ----------- |
| Einer (M1x)                                  | Deutschland Oliver Zeidler | 6:48,67 min | Niederlande Melvin Twellaar | 6:50,12 min | Großbritannien Graeme Thomas | 6:51,44 min |
| Leichtgewichts-Einer (LM1×)                  | Italien Gabriel Soares | 7:03,40 min | Griechenland Antonios Papakonstantinou | 7:05,42 min | Slowenien Rajko Hrvat | 7:08,66 min |
| Doppelzweier (M2x)                           | Frankreich Hugo Boucheron Matthieu Androdias | 6:09,34 min | Spanien Aleix García Pujolar Rodrigo Conde Romero | 6:10,52 min | Australien David Bartholot Caleb Antill | 6:11,92 min |
| Leichtgewichts-Doppelzweier (LM2x)           | Irland Fintan McCarthy Paul O’Donovan | 6:16,46 min | Italien Pietro Ruta Stefano Oppo | 6:19,11 min | Ukraine Stanislaw Kowalow Ihor Chmara | 6:19,53 min |
| Doppelvierer (M4x)                           | Polen Dominik Czaja Mateusz Biskup Mirosław Ziętarski Fabian Barański                                                                                     | 5:40,08 min | Großbritannien Harry Leask George Bourne Matthew Haywood Thomas Barras                                                                                             | 5:40,97 min | Italien Nicolò Carucci Andrea Panizza Luca Chiumento Giacomo Gentili                                                                             | 5:42,14 min |
| Leichtgewichts-Doppelvierer (LM4×)           | Italien Antonio Vicino Alessandro Benzoni Niels Torre Patrick Rocek                                                                                       | 5:56,66 min | Volksrepublik China Sun Man Chen Sensen Jiang Xuke Ma Yule | 5:59,27 min | Deutschland Johannes Ursprung Simon Klüter Fabio Kress Joachim Agne                                                                              | 5:59,47 min |
| Zweier ohne Steuermann (M2-)                 | Rumänien Marius-Vasile Cozmiuc Sergiu-Vasile Bejan | 6:28,06 min | Spanien Jaime Canalejo Pazos Javier García Ordóñez | 6:29,27 min | Großbritannien Oliver Wynne-Griffith Thomas George                                                                                               | 6:30,86 min |
| Leichtgewichts-Zweier ohne Steuermann (LM2−) | Italien Alessandro Durante Giovanni Ficarra | 6:47,69 min | Ungarn Bence Szabó Kálmán Furkó | 6:51,49 min | Tschechien Jiří Kopáč Milan Viktora | 6:51,64 min |
| Vierer ohne Steuermann (M4-)                 | Großbritannien William Stewart Samuel Nunn David Ambler Freddie Davidson                                                                                  | 5:48,29 min | Australien Alexander Purnell Spencer Turrin Jack Hargreaves Joseph O’Brien                                                                                         | 5:50,48 min | Niederlande Ralf Rienks Ruben Knab Sander de Graaf Rik Rienks                                                                                    | 5:51,85 min |
| Achter (M8+)                                 | Großbritannien Rory Gibbs Morgan Bolding David Bewicke-Copley Sholto Carnegie Charles Elwes Thomas Digby James Rudkin Thomas Ford Harry Brightmore (Stm.) | 5:24,41 min | Niederlande Niki van Sprang Lennart van Lierop Abe Wiersma Jacob van de Kerkhof Michiel Mantel Mick Makker Guus Mollee Guillaume Krommenhoek Dieuwke Fetter (Stf.) | 5:25,52 min | Australien Rohan Lavery Nicholas Lavery Henry Youl Ben Canham Angus Widdicombe Sam Hardy William O'Shannessy Jackson Kench Kendall Brodie (Stm.) | 5:27,72 min |

### Frauen
| Bootsklasse                                  | Gold | Gold        | Silber | Silber                                                       | Bronze | Bronze                                                       |
| -------------------------------------------- | --- | ----------- | --- | ------------------------------------------------------------ | --- | ------------------------------------------------------------ |
| Einer (W1x)                                  | Niederlande Karolien Florijn | 7:31,66 min | Neuseeland Emma Twigg | 7:34,03 min                                                  | Australien Tara Rigney | 7:36,96 min                                                  |
| Leichtgewichts-Einer (LW1×)                  | Rumänien Ionela-Livia Cozmiuc | 7:42,59 min | Niederlande Martine Veldhuis | 7:44,48 min                                                  | Neuseeland Jackie Kiddle | 7:44,98 min                                                  |
| Doppelzweier (W2x)                           | Rumänien Nicoleta-Ancuța Bodnar Simona Geanina Radiș | 6:47,77 min | Niederlande Roos de Jong Laila Youssifou | 6:51,02 min                                                  | Irland Sanita Pušpure Zoe Hyde | 6:52,81 min                                                  |
| Leichtgewichts-Doppelzweier (LW2x)           | Großbritannien Emily Craig Imogen Grant | 6:54,78 min | Vereinigte Staaten Mary Reckford Michelle Sechser | 6:57,92 min                                                  | Irland Aoife Casey Margaret Cremen | 7:00,62 min                                                  |
| Doppelvierer (W4x)                           | Volksrepublik China Chen Yunxia Zhang Ling Lyu Yang Cui Xiaotong | 6:17,49 min | Niederlande Nika Johanna Vos Tessa Dullemans Ilse Kolkman Bente Paulis | 6:18,68 min                                                  | Großbritannien Jessica Marie Leyden Lola Anderson Georgina Megan Brayshaw Lucy Glover                                                                      | 6:21,25 min                                                  |
| Leichtgewichts-Doppelvierer (LW4×)           | Italien Ilaria Corazza Giulia Mignemi Silvia Crosio Arianna Noseda | 6:38,14 min | nur zwei Boote am Start, es wurde nur eine Medaille vergeben | nur zwei Boote am Start, es wurde nur eine Medaille vergeben | nur zwei Boote am Start, es wurde nur eine Medaille vergeben                                                                                               | nur zwei Boote am Start, es wurde nur eine Medaille vergeben |
| Zweier ohne Steuerfrau (W2-)                 | Neuseeland Grace Prendergast Kerri Gowler | 7:03,76 min | Niederlande Ymkje Clevering Veronique Meester | 7:06,02 min                                                  | Vereinigte Staaten Madeleine Wanamaker Claire Collins | 7:08,03 min                                                  |
| Leichtgewichts-Zweier ohne Steuerfrau (LW2−) | Italien Maria Zerboni Samantha Premerl | 7:38,19 min | Vereinigte Staaten Solveig Imsdahl Elaine Tierney | 7:43,84 min                                                  | Deutschland Sophia Wolf Eva Hohoff | 7:54,97 min                                                  |
| Vierer ohne Steuerfrau (W4-)                 | Großbritannien Heidi Long Rowan McKellar Samantha Redgrave Rebecca Shorten | 6:26,40 min | Niederlande Marloes Oldenburg Benthe Boonstra Hermine Catherine Drenth Tinka Offereins | 6:28,63 min                                                  | Australien Lucy Stephan Katrina Werry Bronwyn Cox Annabelle McIntyre                                                                                       | 6:29,29 min                                                  |
| Achter (W8+)                                 | Rumänien Maria-Magdalena Rusu Iuliana Buhuș Adriana Ailincăi Maria Tivodariu Mădălina Bereș Amalia Bereș Ioana Vrînceanu Simona Geanina Radiș Victoria-Stefania Petreanu (Stf.) | 6:01,14 min | Niederlande Benthe Charlotte Gezineke Boonstra Laila Youssifou Hermijntje Drenth Marloes Oldenburg Roos de Jong Tinka Offereins Ymkje Clevering Veronique Meester Aniek van Veenen (Stf.) | 6:05,04 min                                                  | Kanada Jessica Sevick Gabrielle Smith Morgan Rosts Kirsten Edwards Alexis Cronk Kasia Gruchalla-Wesierski Avalon Wasteneys Sydney Payne Kristen Kit (Stf.) | 6:07,51 min                                                  |

### Para-Rudern
| Bootsklasse                                 | Gold | Gold         | Silber                                                                                  | Silber       | Bronze                                                                                       | Bronze                                                         |
| ------------------------------------------- | --- | ------------ | --------------------------------------------------------------------------------------- | ------------ | -------------------------------------------------------------------------------------------- | -------------------------------------------------------------- |
| PR1-Einer (PR1 M1x)                         | Ukraine Roman Poljanskyj                                                                                               | 9:03,74 min  | Italien Giacomo Perini                                                                  | 9:08,12 min  | Großbritannien Benjamin Pritchard                                                            | 9:11,90 min                                                    |
| PR1-Einer (PR1 W1x)                         | Norwegen Birgit Skarstein                                                                                              | 10:07,58 min | Frankreich Nathalie Benoit                                                              | 10:13,10 min | Ukraine Anna Scheremet                                                                       | 10:17,45 min                                                   |
| PR2-Einer Männer (PR2 M1x)                  | Niederlande Corné de Koning                                                                                            | 8:52,37 min  | Italien Gian Filippo Mirabile                                                           | 9:03,33 min  | Deutschland Paul Umbach                                                                      | 9:21,12 min                                                    |
| PR2-Einer Frauen (PR2 W1x)                  | Irland Katie O’Brien                                                                                                   | 9:25,23 min  | Australien Kathryn Ross                                                                 | 9:35,35 min  | Ukraine Anna Ajssanowa                                                                       | 10:09,24 min                                                   |
| PR2-Doppelzweier Mixed (PR2 Mix2x)          | Ukraine Switlana Bohuslawska Jaroslaw Kojuda                                                                           | 8:24,47 min  | Polen Jolanta Majka Michal Gadowski                                                     | 8:26,95 min  | Frankreich Perle Bouge Stephane Tardieu                                                      | 8:28,81 min                                                    |
| PR3-Zweier ohne Steuermann (PR3 M2−)        | Großbritannien Oliver Stanhope Edward Fuller                                                                           | 6:53,68 min  | Australien Nicholas Neales James Talbot                                                 | 7:21,02 min  | Ukraine Andrij Sywych Dmytro Heres                                                           | 7:29,07 min                                                    |
| PR3-Zweier ohne Steuerfrau (PR3 W2−)        | Großbritannien Francesca Allen Giedrė Rakauskaitė                                                                      | 7:50,89 min  | Australien Alex Vuillermin Alexandra Viney                                              | 8:03,02 min  | nur drei Boote am Start, es wurden nur zwei Medaillen vergeben                               | nur drei Boote am Start, es wurden nur zwei Medaillen vergeben |
| PR3-Doppelzweier Mixed (PR3 Mix2x)          | Frankreich Elur Alberdi Laurent Cadot                                                                                  | 7:35,04 min  | Brasilien Diana Barcelos de Oliveira Valdeni da Silva Junior                            | 7:37,16 min  | Ukraine Darija Kotyk Stanislaw Samoljuk                                                      | 7:37,18 min                                                    |
| PR3-Vierer mit Steuerfrau/-mann (PR3 Mix4+) | Vereinigtes Königreich Francesca Allen Giedre Rakauskaite Edward Fuller Oliver Stanhope Morgan Baynham-Williams (Stf.) | 6:48,34 min  | Deutschland Susanne Lackner Jan Helmich Marc Lembeck Kathrin Marchand Inga Thöne (Stf.) | 7:06,94 min  | Frankreich Erika Sauzeau Margot Boulet Remy Taranto Laurent Cadot Émilie Acquistapace (Stf.) | 7:11,41 min                                                    |